# 阿庇亞道
阿庇亞道（拉丁语）連接位於今日意大利的罗马與布林迪西，是罗马共和国時期最古老、戰略地位最重要的道路之一，

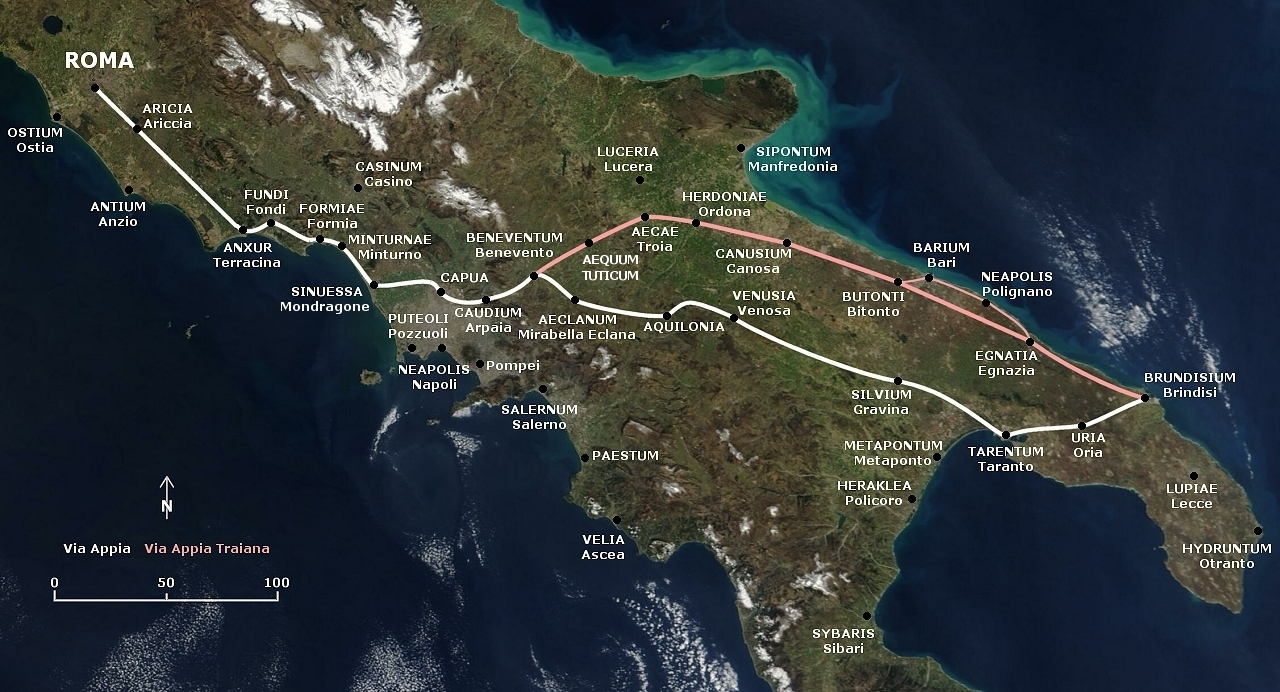
阿庇亚道的地图

## 历史
阿庇亞道得名自古羅馬監察官阿庇烏斯·克勞狄烏斯·凱庫斯——他在前312年萨莫奈战争期間基於軍事需求將這條道路通往南方的第一段建築完成。又因其為罗马共和国時期最古老的道路，諺語「條條大路通羅馬」便是因其而生。
古羅馬詩人斯塔提乌斯曾紀錄下當代對這條道路的稱呼：「阿庇亞——漫漫長路之女王（Appia longarum... regina viarum）」。

## 外部連結
- 官方网站 （意大利文）